# Sardische Lira

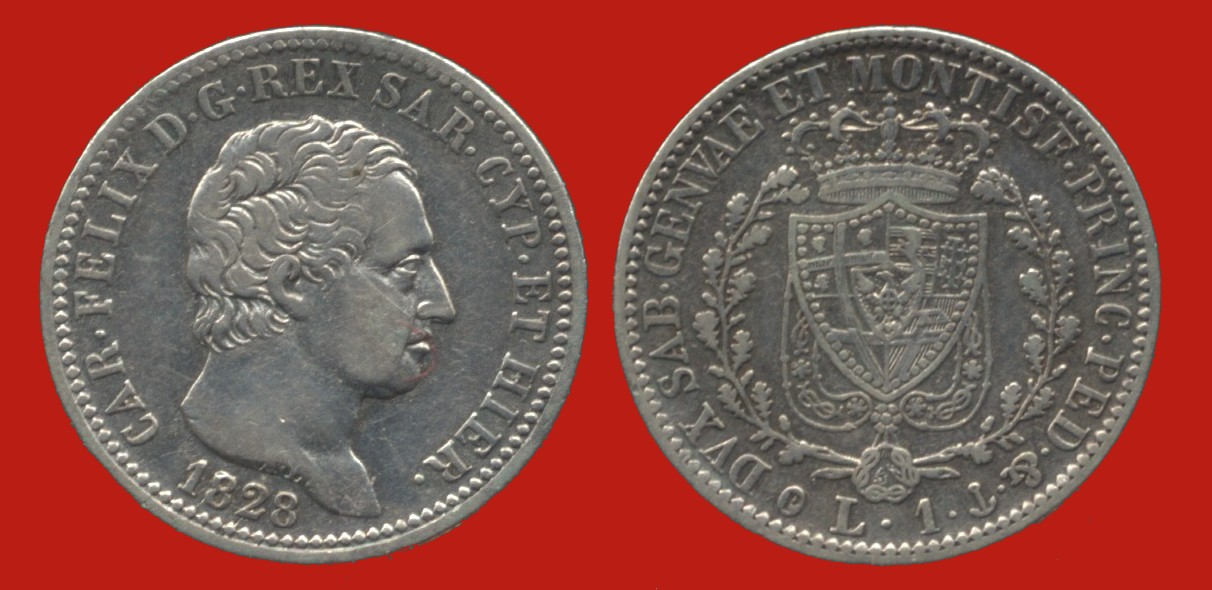
Sardische Lira

Die Lira (Plural: Lire) war die Währung des Königreichs von Sardinien bis 1861. Eine Lira entsprach zunächst 20 Soldi (Singular: Soldo), diese jeweils 12 Denari (Singular: Denaro). Im Jahre 1816 wurde die Lira an den französischen Franc gekoppelt und auf ein dezimales System umgestellt, sie entsprach nun 100 Centesimi (Singular: Centesimo). Mit dem Aufgehen des Königreichs Sardinien im Königreich Italien 1861 wurde sie schließlich durch die Italienische Lira ersetzt.